# Lissodelphis
Lissodelpis és un gènere de cetacis que inclou dues espècies, el dofí septentrional (L. borealis) i el dofí meridional (L. peronii). Són dos dels cetacis més fàcils d'identificar al mar. Ambdós d'aquests dofins oceànics tenen una coloració blanca i negra i manquen d'aleta dorsal. Tot i que fa temps que els científics coneixen les espècies (la septentrional fou identificada per Peale el 1848 i la meridional encara abans - Lacépède, 1804) se'n sap sorprenentment poc en termes de cicle vital i comportament.